# Johann Friedrich Bellermann
Johann Friedrich Bellermann (* 8. März 1795 in Erfurt; † 5. Februar 1874 in Berlin) war ein deutscher Altphilologe, Musikhistoriker und Lehrer sowie Doktor der Theologie und Philosophie.

## Leben
Bellermann war ein Sohn des Theologen Johann Joachim Bellermann, der Direktor des Gymnasiums und Professor der orientalischen Sprachen an der Universität in Erfurt war und dessen Frau Christine Dorothea Juliane (geborene Schorch, 1769–1857). Er wurde zunächst von C. B. Ritschel in den Elementen der Wissenschaften und in Musik (Gesang, Spiel und Theorie) unterrichtet. Als sein Vater 1804 zum Direktor des Berlinischen Gymnasiums zum Grauen Kloster berufen wurde, übersiedelte er mit seiner Gattin und seinen drei Kindern nach Berlin. Bellermanns Geschwister waren der Theologe Christian Friedrich Bellermann, ein jüngerer Bruder und eine jüngere Schwester Friederike (1805–1885). Er wurde Schüler des Gymnasiums zum grauen Kloster.
Mit dem Ausbruch der Befreiungskriege traten aus dem grauen Kloster 193 Schüler in den „Kampf für die Freiheit des Vaterlandes“ ein, zu denen auch Bellermann gehörte. Er trat 1813 als freiwilliger Jäger in das Lützowsche Freicorps ein und diente 1815 an der Seite seines Freundes Gottfried Emil Fischer (1791–1841), einem Sohn des Mathematikers Ernst Gottfried Fischer, in preußischen York’schen Artilleriekorps. Zwischenzeitlich kehrte er nach dem ersten Pariser Frieden an das Gymnasium zurück und begann 1814 an der Universität zu studieren. Im Anschluss an seine Militäreinsätze studierte er bis 1819 in Berlin und Jena Philologie und Theologie und wurde nach erfolgreicher Lehramtsprüfung von August Boeckh in das Königliche pädagogische Seminar aufgenommen. Als Mitglied dieses Seminars erteilte Bellermann seit 1819 Unterricht am grauen Kloster, wurde dort als Hilfslehrer angestellt, wurde 1821 dort Oberlehrer und 1823 Professor. Am 11. Mai 1847 wurde er zum Direktor des Gymnasiums ernannt, wobei er zuvor bereits während der Krankheit seines Vorgängers August Ferdinand Ribbeck als Stellvertreter gewirkt hatte. Mit einer Dissertation an der theologischen Fakultät der Universität Jena wurde er Doktor der Theologie. 1867 bat er um seine Enthebung aus dem Amt und trat nach fast einem halben Jahrhundert seiner Tätigkeit an der Schule in den Ruhestand ein. Als Andenken wurde für ihn eine Marmorbüste, in den Räumen des Gymnasiums aufgestellt. Als Lehrer hatte er die griechische Sprache, Religion und Musik unterrichtet.
In den Jahren 1861 bis 1869 gehörte er dem Vorstand der Sing-Akademie zu Berlin an. Zu seinen Schwerpunkten gehörte die Erforschung der altgriechischer Sprache und Tonkunst. 1832 hielt er eine Rede über das Leben und Wirken Markgraf Georgs des Frommen von Brandenburg.
Bellermanns Grab befand sich auf dem St.-Marien- und St.-Nikolai-Friedhof I im Berliner Ortsteil Prenzlauer Berg. Seine Söhne waren Heinrich (1832–1903), Ludwig (1836–1915) und Gustav Bellermann (1838–1918).

## Veröffentlichungen (Auswahl)
- De versibus nonnullis Tibulli. Jena 1819 (Dissertation).
- Anfangsgründe der griechischen Sprache, mit Beispielen zum Lesen und Uebersetzen, erster Cursus. Berlin 1824.
- Die Hymnen des Dionysios und Mesomedes. Berlin 1840 (deren Text und Melodien er nach Handschriften und alten Ausgaben herstellte).
- Anonymi scriptio de musica et Bacchii senioris introductio artis musicae Berlin 1841 (zum ersten Mal herausgegeben und erläutert).
- Die Tonleitern und Musiknoten der Griechen. Albert Förstner, Berlin 1847 (archive.org).
- Griechische Schulgrammatik 4. Auflage, Leipzig 1878 nebst Lesebuch, 6. Auflage 1882.

Außerdem gab er Sophokles’ König Ödipus. Berlin 1857 heraus und verfasste kleinere Schriften oder Zeitungsartikel, zum Beispiel
- Festrede auf Markgraf Georg den Frommen. Berlin 1832.
- Schlichte Betrachtungen über das Christentum. Berlin 1847.
- Zum Frieden in und mit der Kirche. Berlin 1869.